# Representações culturais de Eduardo III da Inglaterra
Eduardo III da Inglaterra foi mostrado em muitas obras de ficção.

## Literatura
Eduardo III da Inglaterra é o personagem central da peça Eduardo III, às vezes atribuída a William Shakespeare. Ele também aparece como um menino em Edward II, de Christopher Marlowe. Eduardo é também o protagonista do drama inicial de William Blake, Edward the Third, parte de seus Poetical Sketches, publicado em 1783. George Bernard Shaw retratou Eduardo com propósitos dramáticos como, no prefácio de Shaw para Os Seis de Calais, comportando-se como um ser humano desenfreado em uma situação muito difícil. Ele também aparece na ópera de Gaetano Donizetti, L'assedio di Calais. Eduardo III apareceu no "romance sensacional " de George Alfred Lawrence sobre a Guerra dos Cem Anos, Brakespeare (1868). A novela "The Countess Alys" (em The New Canterbury Tales (1901), de Maurice Hewlett, apresenta Eduardo III como personagem. Eduardo também foi retratado em romances históricos para leitores mais jovens, incluindo St. George For England (1885) por GA Henty. Eduardo também é destaque em seu papel de comandante inglês durante a Batalha de Crécy, no romance Red Eve (1911) de Rider Haggard.
Eduardo aparece na série de romances históricos Les Rois maudits (Os Reis Amaldiçoados) de Maurice Druon. No romance de 1965 O Rei é uma Bruxa de Evelyn Eaton, Eduardo é secretamente um seguidor de uma "Antiga Religião" pagã.
Eduardo é um personagem importante em The King's Mistress de Emma Campion e seu romance de mistério de Owen Archer, The Lady Chapel (1994), sob o nome de Candace Robb. Ele aparece no romance Harlequin de Bernard Cornwell, de 2000, bem como no romance de Ken Follett, World Without End, de 2007, a sequência de Pilares da Terra. Eduardo também aparece brevemente em A Primeira Princesa de Gales, de Karen Harper.

## Adaptações
Eduardo III raramente foi retratado na tela. Ele foi interpretado por Charles Kent no curta silencioso de 1911 The Death of King Edward III e por Michael Hordern no filme de 1955 The Dark Avenger, sobre Eduardo, o Príncipe Negro. Quando menino, ele foi interpretado por Stéphane Combesco na adaptação para a TV francesa de 1982 da peça de Marlowe e por Jody Graber na versão de 1991 de Derek Jarman. Em World Without End (2012), Blake Ritson interpretou Eduardo III.
Jean-Louis Broust interpretou Eduardo III na adaptação para a TV francesa de 1972 dos romances Les Rois maudits de Druon, e Aurélien Wiik desempenhou o papel na adaptação de 2005 para a TV francesa.
Eduardo é considerado filho de Isabella e do patriota escocês William Wallace no filme Coração Valente de 1995 Isso é historicamente impossível, pois, na época da execução de Wallace em 1305, Isabella ainda tinha apenas dez anos, e isso foi sete anos antes de Eduardo nascer. É extremamente improvável que Wallace e Isabella tenham se conhecido.